# آرنالدو سیاله
آرنالدو سیاله (انگلیسی: Arnaldo Sialle؛ زادهٔ ۲۱ نوامبر ۱۹۶۵) بازیکن فوتبال اهل آرژانتین است.
از باشگاه‌هایی که در آن بازی کرده‌است می‌توان به باشگاه فوتبال نیولز اولد بویز و باشگاه فوتبال کاراکاس اشاره کرد.